# Franciszek Marek
Franciszek Antoni Marek (ur. 18 grudnia 1930 w Bełku) – polski historyk, pedagog, specjalizujący się w historii literatury i historii oświaty, profesor nauk humanistycznych, nauczyciel akademicki związany z Uniwersytetem Opolskim.

## Życiorys
W latach 1945–1947 pracował w przedsiębiorstwie budowlanym w Żorach, a następnie w Hucie Łaziska jako pomocnik murarski. Uczęszczał do katolickiego Gimnazjum i Liceum im. św. Jacka w Katowicach. Maturę zdał w 1949 eksternistycznie przed Kuratorium Okręgu Szkolnego w Katowicach. Następnie pracował jako nauczyciel języka polskiego i równocześnie studiował polonistykę na Uniwersytecie Wrocławskim. Pod kierunkiem profesora Kolbuszewskiego napisał pracę magisterską zatytułowaną Życie literackie na Opolszczyźnie w latach 1763–1850.
W 1955 rozpoczął pracę w opolskiej Wyższej Szkole Pedagogicznej, wykładając historię wychowania. Doktoryzował się, a w 1973 uzyskał stopień doktora habilitowanego na Uniwersytecie Jagiellońskim w Krakowie. W 1993 otrzymywał tytuł profesora nauk humanistycznych.
W 1981 z poparciem działaczy NZS i „Solidarności” wybrany na prorektora WSP. Udzielał wsparcia represjonowanym działaczom NZS. Pełnił na uczelni również wiele innych funkcji kierowniczych: wicedyrektora Instytutu Pedagogicznego, prodziekana, a następnie w latach 1990–1995 dziekana Wydziału Filologiczno-Historycznego.
3 kwietnia 1995 został pierwszym wybranym przez kolegium elektorów w wolnych wyborach rektorem, a drugim po Jerzym Pośpiechu w historii nowo powstałego Uniwersytetu Opolskiego. Pokonał wówczas nieznacznie Stanisław Nicieję. Jego kadencja trwała tylko rok ze względu na dopasowanie się opolskiej uczelni do kalendarza wyborczego innych polskich uniwersytetów. W tym czasie udało się powołać do życia Instytut Prawa i Administracji na Wydziale Ekonomicznym UO. W następnych wyborach przegrał ze Stanisławem Nicieją, otrzymując 6 głosów (na 39 możliwych).
Został także wykładowcą Wyższej Szkoły Zarządzania i Administracji w Opolu, gdzie objął funkcję dziekana Wydziału Pedagogiki.
W 1989 był współzałożycielem Związku Górnośląskiego. W wyborach w tym samym roku ubiegał się o mandat senatorski z województwa opolskiego. W 2013 został członkiem kapituły Śląskiej Nagrody im. Juliusza Ligonia.

## Odznaczenia i wyróżnienia
W 2011 prezydent Bronisław Komorowski, za wybitne zasługi w pracy naukowo-badawczej, za osiągnięcia w działalności dydaktycznej i społecznej, odznaczył go Krzyżem Oficerskim Orderu Odrodzenia Polski. Uhonorowany Nagrodą im. Karola Miarki (1986) oraz Nagrodą im. Wojciecha Korfantego przyznaną przez Związek Górnośląski (2001). W 2024 otrzymał tytuł doktora honoris causa Uniwersytetu Opolskiego.

## Wybrane publikacje
- Najdawniejsze czasopisma polskie na Śląsku 1789–1854, wyd. PWN, Wrocław 1972.
- Tragedia górnośląska, wyd. IŚ, Opole 1989.
- Nieznane sąsiedztwo, wyd. ZG, Opole 1992.
- Jan Amos Komeński – prekursor uniwersalizmu, wyd. WSP, Opole 1992.
- Czy Polacy i Niemcy mogą zapomnieć o przeszłości?, wyd. WSP, Opole 1994.
- Godność, dostojeństwo i posłannictwo uniwersytetu, wyd. UO, Opole 1995.
- Syn Śląskiej Ziemi, wyd. TMZR, Racibórz 2005.
- Polscy Ślązacy oskarżają, wyd. AJD, Częstochowa 2006.